# Calanthe coodei
Calanthe coodei är en orkidéart som beskrevs av Phillip James Cribb. Calanthe coodei ingår i släktet Calanthe och familjen orkidéer. Inga underarter finns listade i Catalogue of Life.